# Pseudobrachypeza helvetica
Pseudobrachypeza helvetica är en tvåvingeart som först beskrevs av Walker 1856.  Pseudobrachypeza helvetica ingår i släktet Pseudobrachypeza och familjen svampmyggor. Arten är reproducerande i Sverige. Inga underarter finns listade i Catalogue of Life.